# 夕ぐれ族
夕ぐれ族（ゆうぐれぞく）は、1982年に実在した売春斡旋組織の名称、および1984年に公開された日本映画。経営は7曜企画という会社だった。

## 愛人バンク
1982年（昭和57年）に、東京都出身で両親は外交官、短大卒を自称（※実際は中卒で、クリーニング店の娘）する女性が、愛人を持ちたい男性と、お金を得たい女性とを仲介し愛人契約させるため、都内に会員制の愛人バンク「夕ぐれ族」を設立した。創業者の女性社長が、社名と電話番号を印刷したTシャツ姿でフジテレビ『笑っていいとも!』や深夜番組（テレビ朝日「トゥナイト」など）に出演して一躍マスコミの注目を集め、全国に類似した組織が次々と生まれた。当時、女性社長は「会員は男女合わせて2000人以上」「女性会員の多くが女子大生、OL、看護婦」と話しており、実際には“女子大生が主戦力である売春クラブ”であったため社会問題になった。経営する7曜企画は舞台などにも出資し、レオナルド熊が約600万円の出資を受け、「劇団七曜日」を立ち上げた。
1983年（昭和58年）12月、女性社長は売春斡旋容疑で逮捕され、全国の愛人バンクは事実上廃業する。その後、女性は 懲役1年執行猶予3年の判決を受けた。2008年2月2日、NHK-BS2の「日めくりタイムトラベル・昭和58年」で、女性元社長の顔にぼかしをかけて「愛人バンク事件」が紹介された。

## 映画
1984年4月20日、にっかつロマンポルノ作品として公開された。映画は実話を題材に性風俗産業の人間模様を描いた。主演の春やすこの濡れ場が話題になった。

### キャスト
- 吉村明子 - 春やすこ
- 人見郁子 - 松本ちえこ
- 藤原雪絵 - 山本奈津子
- 尾崎真理 - 横須賀昌美
- 風間礼子 - 加来見由佳
- 小松桂子 - 久我冴子
- 宇津井 - 竹中直人
- 都築 - 深水龍作
- 宮口 - 石井茂樹
- 金丸 - なぎら健壱
- 室町健三 - 小野ヤスシ
- 風間良夫 - 青山孝
- 吉村公男 - 出光元
- 小百合 - 清水クーコ
- 上野 - 鶴田忍
- 大浜 - 沢田情児
- ディスコの支配人 - 諏訪太朗
- 内藤 - 君島宣仁
- TV司会者 - 宮田光
- カーリーヘアの女 - 小薬佳子
- 婦警 - 渡辺さつき
- ノーパン喫茶の女 - 神宮寺秋生
- 由美 - 鎌田みゆき
- ゆかり - 上田由紀
- 女子高生 - 高橋陽子
- 大窪保彦 - 蟹江敬三
- 教授 - 岸部一徳
- その他 - 中丸新将、水木薫、上田まゆみ、塩野方美、西辻麗、尾越恵子、田辺洋、幸田直子、菅沢恵子、浅井敬子
- バーテン - 深見博(クレジットなし)
- 商事社員 - 上方よしお、井沢清秀(クレジットなし)

### スタッフ
- 監督：曽根中生
- 脚本：佐伯俊道
- 音楽：本多俊之

## その他の関連作品
- 川上宗薫『私版愛人バンク』（1984年） - 夕ぐれ族に取材を行って書いたとされる[3]。